# Living in the Past (album)
| Recensione       | Giudizio |
| ---------------- | -------- |
| Progarchives     |          |
| George Starostin | [ 3 ]    |

Living in the Past è un album doppio che contiene una compilation della band progressive rock inglese Jethro Tull, pubblicata nel 1972.

## Storia
Fu il risultato di cinque anni di lavoro della band e contiene sia brani ripresi da album precedenti che da esibizioni dal vivo, oltre che brani inediti.
La nascita di questo album si deve soprattutto alla Chrysalis, la casa discografica per sfruttare il crescente successo del gruppo.
Grazie a questo album vennero raggruppati la maggior parte dei singoli del gruppo pubblicati dal 1968 tranne Sunshine Day e Aeroplane (questi due brani costituivano la prima vera pubblicazione dei Jethro Tull) e anche One For John Gee (la b-side di A Song For Jeffrey) e 17. Questi brani sono disponibili sul box 20 Years of Jethro Tull, tuttavia 17 in tutte le ristampe è stata ridotta da sei minuti a tre: la versione originale del pezzo non è disponibile ufficialmente in nessun CD.

## Copertina
La copertina del disco in vinile è piena di fotografie e dettagli sulle varie canzoni inserite. Nella moderna rimasterizzazione su CD tutto ciò non è presente.

## Tracce
Tutte le canzoni sono state scritte da Ian Anderson se non indicato diversamente.

### Edizione originale

#### Disco uno
1. Song for Jeffrey - 3:20
2. Love Story – 3:02
3. Christmas Song – 3:05
4. Living in the Past – 3:20 (Anderson/Ellis)
5. Driving Song – 2:39
6. Bourée – 3:43 (Bach arr. Jethro Tull)
7. Sweet Dream – 4:02
8. Singing All Day – 3:03
9. Teacher – 4:08
10. Witch's Promise – 3:49
11. Inside –
12. Just Trying to Be – 1:36 (registrato nel 1970, Ian Anderson alla chitarra e voce e John Evan alla celeste)

- Inside non compare sull'edizione originale in vinile del 1972, come pure non è presente Locomotive Breath sulla Side 4 (i due vinili totalizzavano pertanto 21 brani). Questi due pezzi sono stati successivamente aggiunti (ad esempio, nell'edizione 24 Carat Mobility Sound Fidelity Lab) per poi essere nuovamente omessi, insieme ad altri, in occasione della riedizione in un singolo compact disc.
- Teacher è effettivamente presente nella versione qui segnalata, e non - come alcuni pretendono - nella UK Single Version poi raccolta nel box 20 Years Of Jethro Tull.
- Song for Jeffrey e Christmas Song perdono qui l'articolo nel titolo.

#### Disco due
1. By Kind Permission Of (live) – 10:11 (Evan)
2. Dharma for One (live) – 9:45 (Anderson/Bunker)
3. Wond'ring Again – 4:12
4. Hymn 43 – 3:17
5. Locomotive Breath – 4:24
6. Life Is a Long Song – 3:18
7. Up the 'Pool – 3:10
8. Dr. Bogenbroom – 3:59
9. For Later – 2:06
10. Nursie – 1:38

- By Kind Permission Of e Dharma for One vennero pubblicati nuovamente, insieme all'intero concerto tenuto dalla band alla Carnegie Hall di New York, il 4 novembre 1970, negli album Stand Up Collector's Edition (2010) e Live at Carnegie Hall 1970 (2015).

### Nuova edizione americana
1. A Song for Jeffrey - 3:20
2. Love Story - 3:02
3. Christmas Song - 3:05
4. Living in the Past - 3:20 (Anderson/Ellis)
5. Driving Song - 2:39
6. Sweet Dream - 4:02
7. Singing All Day - 3:03
8. Witch's Promise - 3:49
9. Inside - 3:49
10. Alive and Well and Living In – 2:45
11. Just Trying To Be - 1:36
12. By Kind Permission Of (live) - 10:11 (Evan)
13. Dharma For One (live) - 9:45 (Anderson/Bunker)
14. Wond'ring Again - 4:12
15. Hymn 43 – 3:17
16. Life is a Long Song - 3:18
17. Up the 'Pool - 3:10
18. Dr. Bogenbroom - 3:59
19. For Later - 2:06
20. Nursie - 1:38

### Nuova edizione inglese
1. A Song for Jeffrey - 3:20
2. Love Story - 3:02
3. Christmas Song - 3:05
4. Living in the Past - 3:20 (Anderson/Ellis)
5. Driving Song - 2:39
6. Sweet Dream - 4:02
7. Singing All Day - 3:03
8. Witch's Promise - 3:49
9. Inside - 3:49
10. Just Trying To Be - 1:36
11. By Kind Permission Of (live) - 10:11 (Evan)
12. Dharma For One (live) - 9:45 (Anderson/Bunker)
13. Wond'ring Again - 4:12
14. Locomotive Breath – 4:24
15. Life is a Long Song - 3:18
16. Up the 'Pool - 3:10
17. Dr. Bogenbroom - 3:59
18. For Later - 2:06
19. Nursie - 1:38

### Still Living in the Past (2025)

#### Disco uno
Original Mixes, Remixes, Edits & Demos 1968–1971
1. A Song For Jeffrey (1971 Remix) – 3:21
2. Love Story (1971 Remix) – 3:03
3. A Christmas Song (1971 Remix) – 3:04
4. Living in the Past (1971 Remix) – 3:21
5. Driving Song (1971 Remix) – 2:40
6. Sweet Dream (1971 Remix) – 4:02
7. Singing All Day (1971 Remix) – 3:04
8. Teacher [US Album Version] (1971 Remix) – 4:09
9. Inside (1969 Stereo Mix – Previously Unreleased) – 5:05
10. My God [Early Version] (1970 Master Mix– Previously Unreleased) – 9:06
11. Just Trying To Be (1970 Master Mix) – 1:36
12. Wond’ring Aloud Again [Demo] (1970 Mono Demo – Previously Unreleased) – 7:11
13. Wond’ring Again (1970 Master Mix) – 4:13
14. Lick Your Fingers Clean (1970 Stereo Mix – Previously Unreleased) – 2:51
15. Locomotive Breath (1971 US Single DJ Edit) – 3:07
16. Life Is A Long Song (1971 Master Mix) – 3:19
17. Up The ’Pool (1971 Master Mix) – 3:11
18. From Later (1971 Alternative Master Mix – Previously Unreleased) – 2:10
19. Life Is A Long Song (1971 Alternative Master Mix – Previously Unreleased) – 2:10

#### Disco due
Steven Wilson Mix [Sides 1 & 2] except*
1. A Song For Jeffrey (2025 Remix – Previously Unreleased) – 3:21
2. One For John Gee (2025 Remix – Previously Unreleased) – 2:05
3. Love Story (2025 Remix – Previously Unreleased) – 3:03
4. A Christmas Song (2018 Remix) – 3:06
5. Living in the Past (2016 Remix) – 3:24
6. Driving Song (2016 Remix) – 3:24
7. Bourée (2016 Remix) – 3:49
8. Fat Man (2016 Remix) – 2:51
9. Singing All Day (2013 Remix) – 3:08
10. Sweet Dream (2013 Remix) – 4:05
11. 17 (2013 Edited Remix – Previously Unreleased) – 3:08
12. Teacher (UK Single Version, 2025 Remix – Previously Unreleased) – 4:56
13. The Witch’s Promise* (1971 Remix) – 3:51
14. Teacher [US Album Version] (2025 Remix – Previously Unreleased) – 4:02
15. Inside (2013 Remix) – 3:51
16. Alive And Well And Living In (2013 Remix) – 2:47
17. Just Trying To Be (2011 Remix) – 1:39

#### Disco tre
Steven Wilson Mix [Sides 3 & 4] except*
1. By Kind Permission Of [Live] (2025 Remix – Previously Unreleased) – 10:13
2. Dharma For One (Live 2025 Remix – Previously Unreleased) – 9:56
3. Wond’ring Aloud (Early version, 2011 Remix) – 2:51
4. Wond’ring Again (2011 Remix) – 4:16
5. Lick Your Fingers Clean (2025 Remix – Previously Unreleased) – 2:53
6. Up To Me (2011 Remix) – 3:14
7. Hymn 43 (2011 Remix) – 3:17
8. Locomotive Breath (2025 Remix – Previously Unreleased) – 4:42
9. Life Is A Long Song (2011 Remix) – 3:19
10. Up The ’Pool (2011 Remix) – 3:12
11. Dr. Bogenbroom* (1971 Master Mix) – 3:00
12. From Later* (1971 Master Mix) – 2:08
13. Nursie* (1971 Master Mix) – 1:36
14. Locomotive Breath (Unplugged 2025 Remix – Previously Unreleased) – 3:24

#### Disco quattro
Live at Carnegie Hall, November 4, 1970 (Part 1 – 2025 Remix)
1. Introduction to Nothing Is Easy – 2:22
2. Nothing Is Easy – 6:02
3. Introduction to My God – 1:52
4. My God – 12:54
5. Introduction to With You There to Help Me – 2:18
6. With You There to Help Me / By Kind Permission Of – 13:07
7. Introduction to A Song for Jeffrey – 2:06
8. A Song For Jeffrey – 4:58
9. Introduction to To Cry You A Song – 0:50
10. To Cry You A Song – 5:40

#### Disco cinque
Live at Carnegie Hall, November 4, 1970 (Part 2 – 2025 Remix)
1. Introduction to Sossity; You’re A Woman – 2:51
2. Sossity; You’re A Woman (including Reasons For Waiting) – 5:36
3. Introduction to Dharma For One – 1:36
4. Dharma For One – 21:31
5. Introduction to We Used To Know – 2:29
6. We Used To Know – 3:18
7. Guitar Solo – 8:33
8. For A Thousand Mothers – 4:56

#### Disco sei - Blu-Ray
- Il Blu-ray contiene i remix di Steven Wilson di "Still Living in the Past" e "Live at Carnegie Hall 1970" in alta risoluzione PCM Stereo 24/96 e DTS HD 5.1 Surround, insieme a un flat transfer dell'album originale del 1972 "Living in the Past" con bobine combinate USA e UK, sempre in alta risoluzione PCM Stereo 24/96. 7 tracce bonus inedite dal CD1, anch'esse presentate in flat transfer ad alta risoluzione. Sono inclusi anche i filmati promozionali di "The Witch's Promise", le versioni USA e UK di "Teacher" e "Life Is A Long Song".

## Formazione
- Ian Anderson
- Martin Barre: chitarra
- Mick Abrahams: chitarra
- John Evan: tastiere
- Glenn Cornick: basso
- Jeffrey Hammond: basso
- Clive Bunker: batteria
- Barriemore Barlow: batteria

## Classifiche

### Classifiche settimanali
| Classifica (1972) | Posizione massima |
| ----------------- | ----------------- |
| Australia         | 2                 |
| Canada            | 1                 |
| Germania          | 8                 |
| Italia            | 4                 |
| Norvegia          | 5                 |
| Regno Unito       | 8                 |
| Stati Uniti       | 3                 |

### Classifiche di fine anno
| Classifica (1972) | Posizione |
| ----------------- | --------- |
| Italia            | 37        |
| Classifica (1973) | Posizione |
| Australia         | 13        |
| Stati Uniti       | 47        |